# Грошовий міст (Ополе)
Грошовий міст (нім. Pfennigbrücke, пол. Most Groszowy), також відомий як Зелений міст — пішохідно-велосипедний міст через Млинувку (старе русло Одри), в Ополе, Польща. Міст сполучає вул. Моцарта з вул. П'ястовською та вул. Стрільців Битомських.
Міст є одним з найбільш впізнаваних об'єктів Ополя. Його понад століття увічнюють численні листівки та світлини.

## Історія
Вулиця Моцарта, що веде до мосту, мала раніше назву «Променадна» і була у ХІХ столітті разом з вул. Краківською основним місцем прогулянок містян.
Комітет благоустрою міста, створений міською владою 1858 року, приділяв особливу увагу розвитку острова Пасєка, колишній власності опольського замка П'ястів. На території острова до середини ХІХ столітті були розташовані замкові парки, фруктові плантації та пасіка. За ініціативи Комітету були прокладені вулиці та виділені ділянки для будівництва вілл, а замковий парк і парк над Одрою були відкриті для публічного відвідування. Новий район швидко забудовувався, а коли наприкінці ХІХ століття через Млинувку перекинули міст з вул. Променадної, острів став улюбленим місцем прогулянок містян.
1883 року приблизно за 250 м на південний захід від Ринкової площі, між вулицями Променадною і майбутньою П'ястовською встановили тимчасовий пішохідний міст, 1894 році збудували вже постійний дерев'яний міст через Млинувку, а 1903 року його замінив сучасний сталевий двопролітний міст загальною довжиною 49,22 м та шириною проїзної частини 2,70 м.

## Опис
Міст виконано з клепаної сталі. На половині довжини мосту, над головною опорою знаходиться підвіс, що спирається на дві сталеві колони, від яких по дузі до опор йдуть сталеві смуги, підсилені відтяжками та прикріплені до плити мосту сталевими стропами. Опори виконані з бутового каменю та облицьовані кам'яними блоками. Ажурна сталева балюстрада простягається між бетонними та сталевими стовпами, що підтримують підвісну конструкцію. Настил мосту виконано зі сталевого та дерев'яного каркаса з асфальтовим покриттям. Опорні стовпи прикрашені геометричним і рослинним орнаментом у стилі модерн (арт нуво). Також у стилі модерн виконано оздоблення інших сталевих елементів мосту — балюстради, стовпів тощо. Посередині мосту розташоване завершення, що з'єднує сталеві опори у вигляді арки-кошика. По обидва боки від неї — герб Ополя, а нижче — декоративний ліхтар. Вся конструкція традиційно пофарбована в зелений колір.
Міст отримав назву «Грошовий» (нім. Pfennigbrücke), оскільки за перехід стягувалася плата в один пфеніг. Але впродовж своєї історії він також звався «Новий міст через Млинувку» (нім. Neue Műhlgrabenbrűcke) та «Слоновий міст» (нім. Elephantenbrűcke). Зараз його також звуть «Зеленим» (за традиційний колір) та «Мостом закоханих» (за численні замки на його огорожі). Праворуч мосту (якщо рухатись з вулиці Моцарта на острів Пасєка) розташувався старовинний дерев'яний «швейцарський будиночок» — невеликий павільйон у швейцарському гірському стилі, які колись будували у романтичних парках. Саме тут збирали символічний пфеніг за перетин Млинувки мостом. Зараз у ньому міститься млинна «Грабувка», в саду якої збереглися чотири дитячі фігурки роботи відомого німецького скульптора Томаса Миртека.
За рішенням воєводського управління охорони пам'яток 23 грудня 1992 міст внесено до Реєстру історичних пам'яток.
З 2010 року міст має нічну підсвітку. У 2020—2022 роках міст було відремонтовано та оновлено. З мосту демонтували кілька тонн навісних замків, залишених закоханими, конструкцію очистили від іржі, покрили антикорозійним покриттям і пофарбували в традиційний зелений колір.

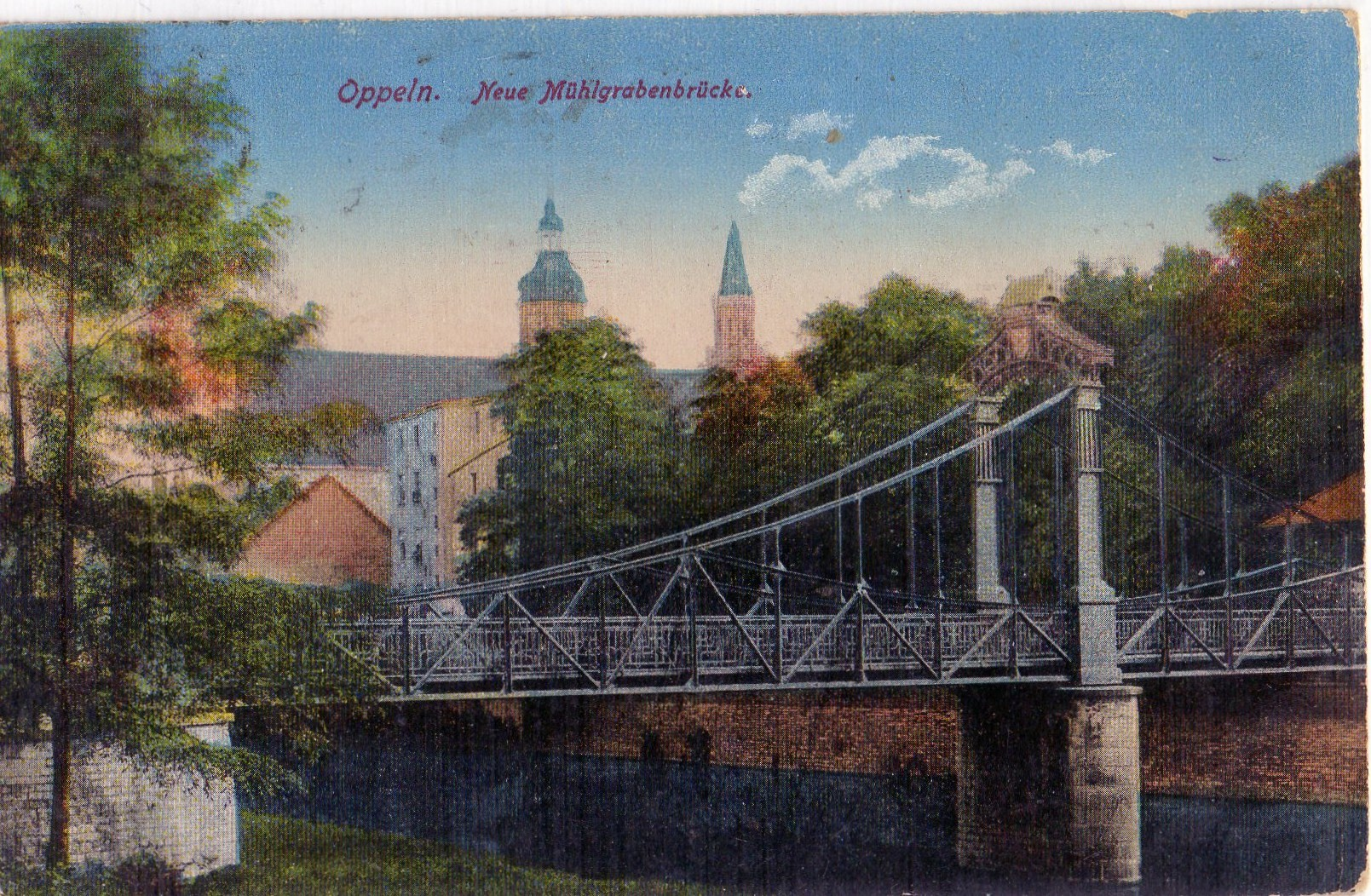
Листівка з зображенням мосту. 1917
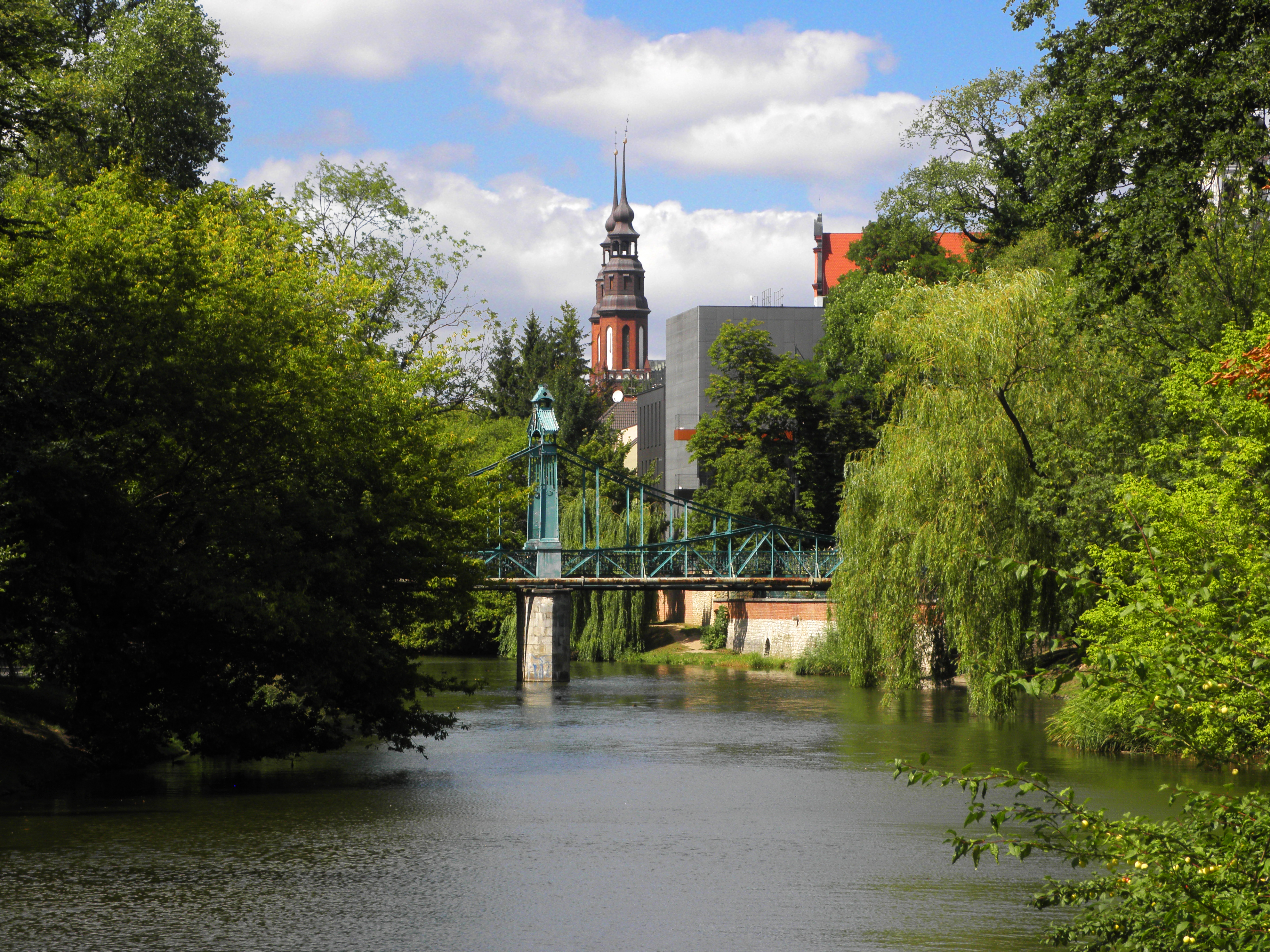
Міст на тлі бібліотеки і катедрального собору
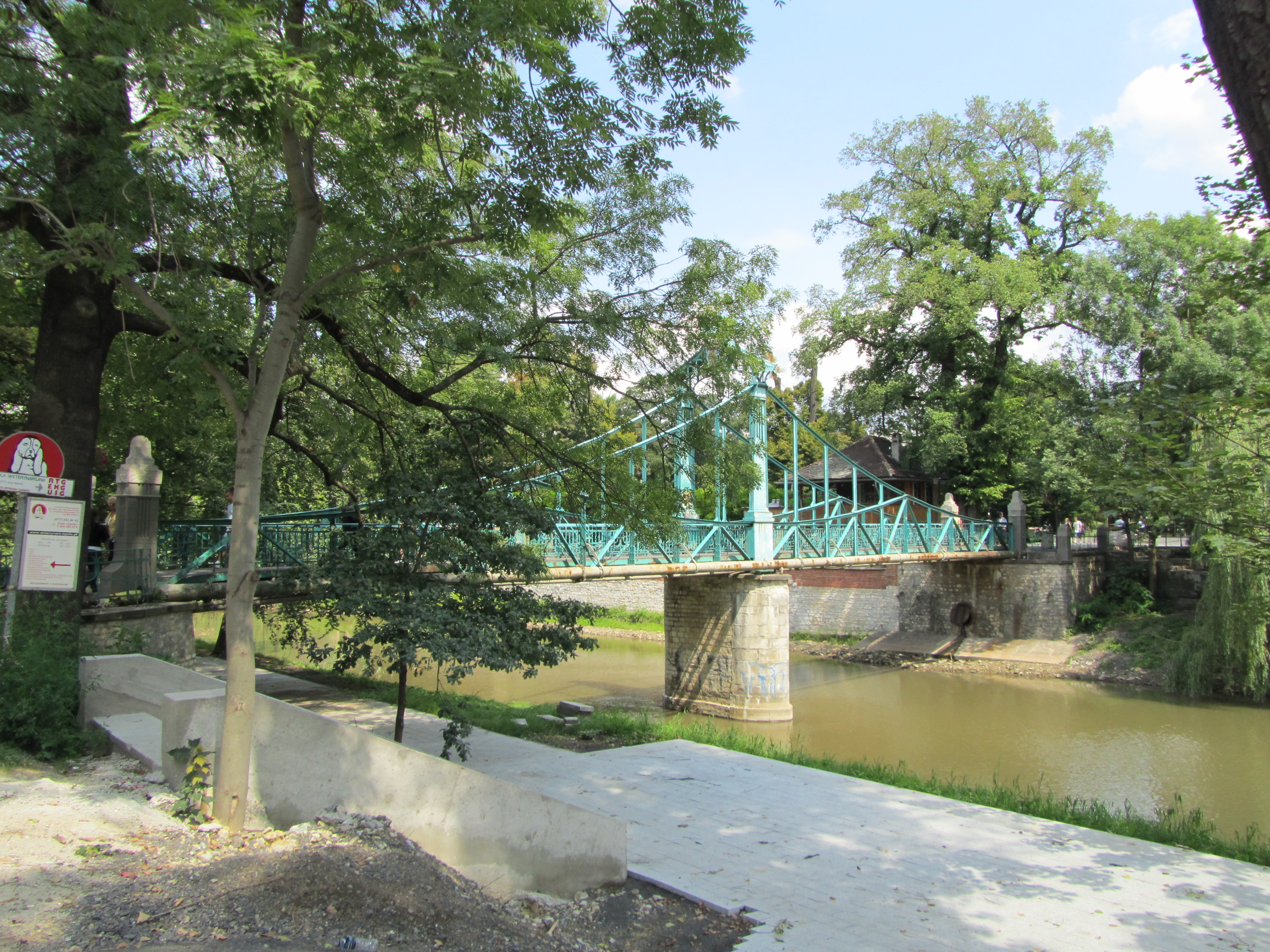
Вигляд мосту з острова Пасєка
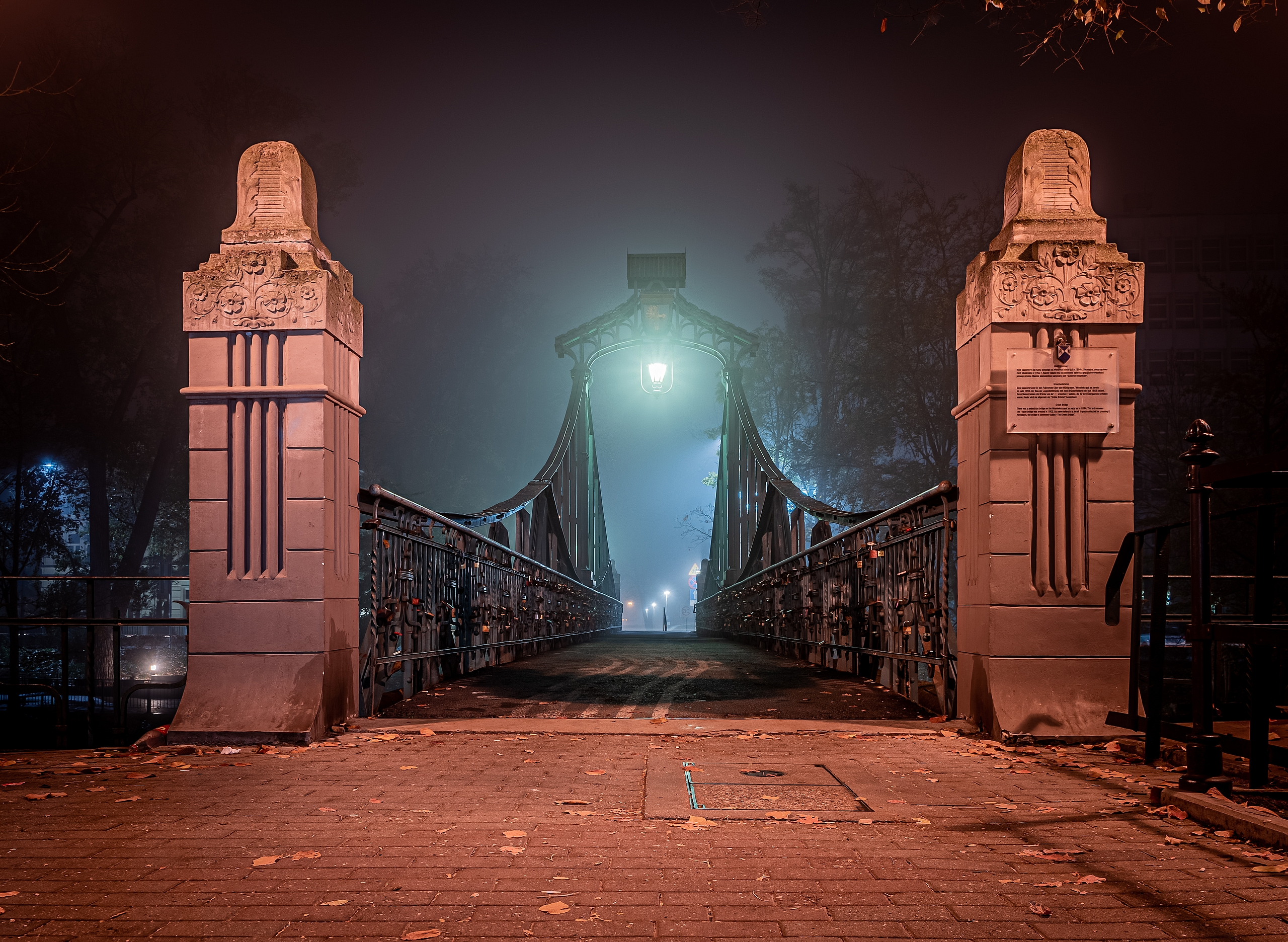
Колони з боку вул. П'ястовської
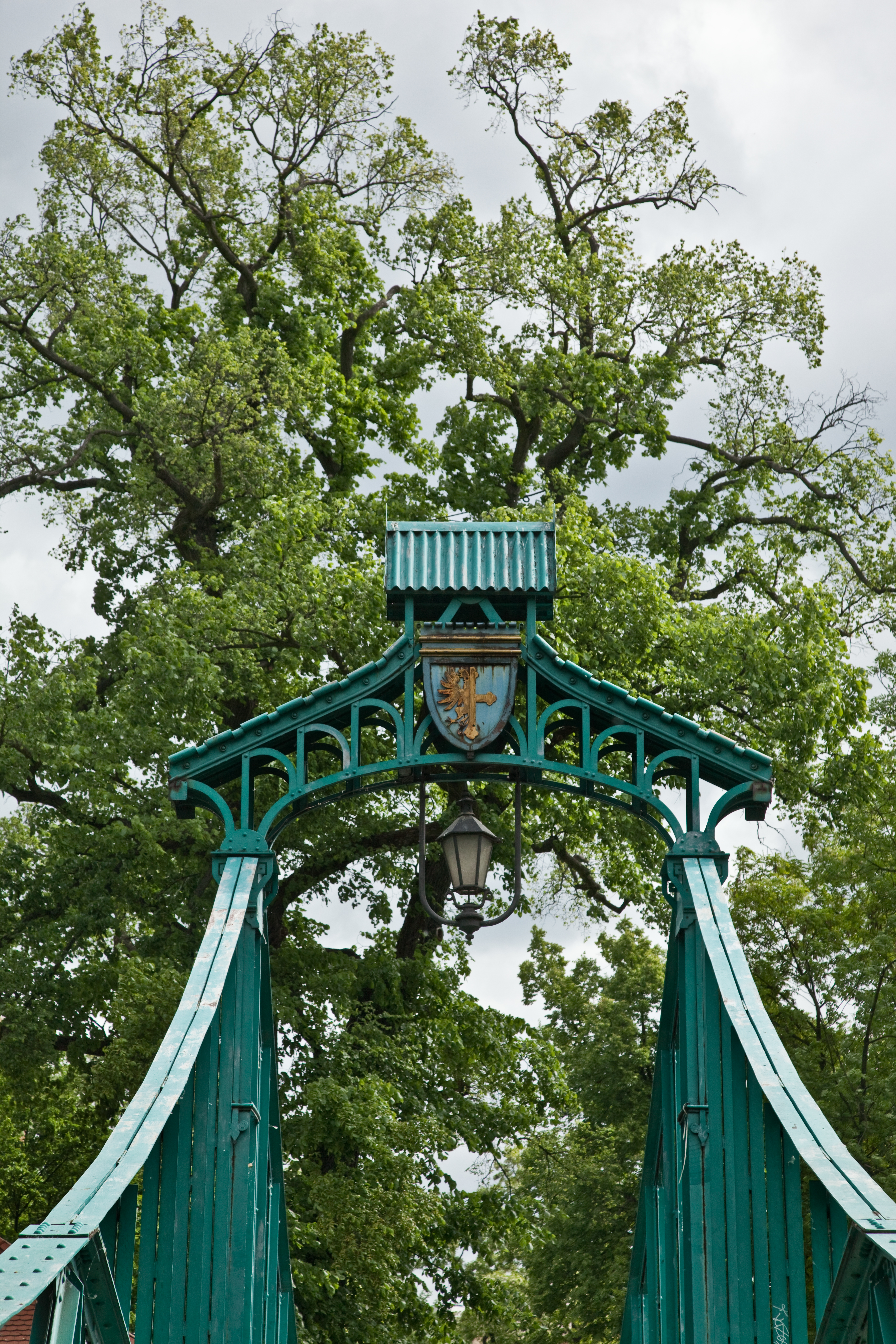
Ліхтар і герб
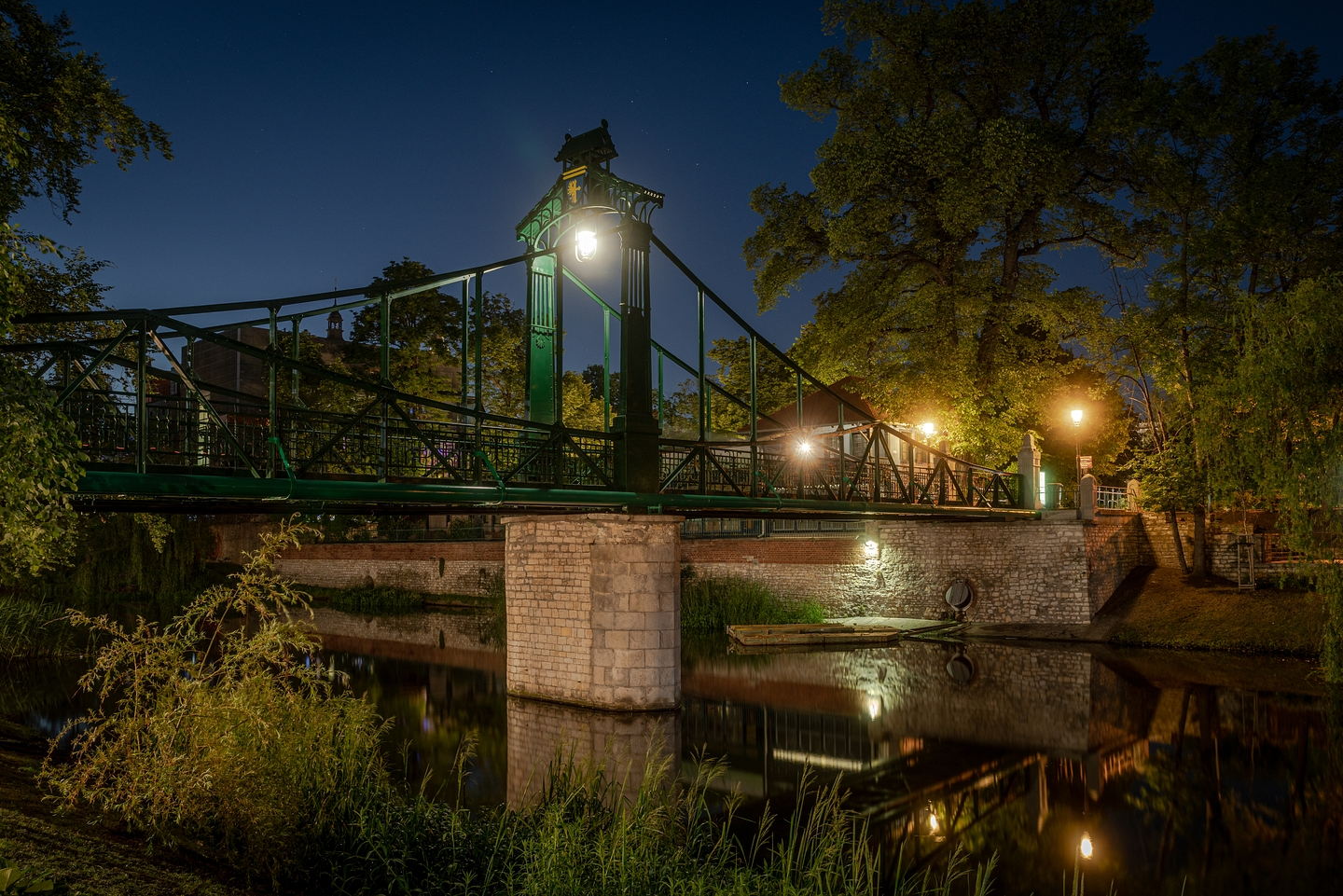
Міст вночі